# Polarisationsmodendispersion
Als Polarisationsmodendispersion (PMD) wird der Effekt bezeichnet, bei dem sich Licht unterschiedlicher Polarisation verschieden schnell in einem Lichtwellenleiter ausbreitet. Als Größe der Polarisationsmodendispersion wird üblicherweise der entstehende Laufzeitunterschied (differentielle Gruppenlaufzeit) in Pikosekunden angegeben. Auf langen Strecken ist sie proportional zum PMD-Koeffizient des Lichtwellenleiters und zur Wurzel der Länge des Kabels. Für lange Glasfaserkabel gehört die Polarisationsmodendispersion mit zu den Faktoren, die die maximale Bandbreite der Datenübertragung begrenzen. Ihr Einfluss ist aber typischerweise bedeutend geringer, als der der chromatischen Dispersion.

## Ursache
In einem idealen Lichtwellenleiter besitzt die Grundmode zwei orthogonale Polarisationen mit identischen Ausbreitungskonstanten (degenerierte Moden). Durch äußere Einflüsse oder Herstellungsfehler entstehen in einer realen Glasfaser aber immer Störungen, wodurch sich die beiden Ausbreitungskonstanten ändern und die Glasfaser doppelbrechend wird. Da die Störungen über die Länge der Glasfaser zufällig verteilt sind, koppeln die Moden ineinander über, was einem „Random Walk“ Zufallsprozess entspricht. Da ein einzelner Lichtpuls in einer herkömmlichen Glasfaser immer optische Anteile in beiden Polarisationsebenen besitzt, und die unterschiedlich polarisierten Anteile aufgrund der PMD mit einem Zeitversatz beim Empfänger eintreffen, verbreitert sich der Lichtpuls und kann in ungünstigen Fällen sogar mit benachbarten Lichtpulsen überlappen. Dies beeinträchtigt besonders die Übertragung mit hoher Datenübertragungsrate.
Der maximale Laufzeitunterschied, auch differentielle Gruppenlaufzeit genannt (englisch differential group delay, DGD), ergibt sich auf langen Strecken bei starker Modenkopplung zu:
{\displaystyle \Delta \tau =D_{\text{PMD}}{\sqrt {L}}}
{\displaystyle D_{\text{PMD}}} bezeichnet den PMD-Koeffizienten in {\displaystyle \mathrm {\tfrac {ps}{\sqrt {km}}} } und {\displaystyle L} die Länge der Glasfaser.
Im Vergleich zur Dispersion der Gruppengeschwindigkeit (chromatische Dispersion) ist der Einfluss der Polarisationsmodendispersion auf die Übertragungsqualität kleiner. Weil sie aber bis heute nicht wirkungsvoll kompensiert werden kann, steht ihr störender Einfluss jetzt im Vordergrund.
Bei Übertragungen von 10 Gbit/s war der Einfluss der PMD vernachlässigbar und die chromatische Dispersion durch Kompensation mit NZDS-Fasern beherrschbar (engl. Non-Zero-Dispersion-Shifted). Bei Übertragungen der nächsten Generation mit 40 Gbit/s ist dies nicht mehr der Fall und die zu verwendenden Fasern müssen vor der Inbetriebnahme von Systemen auf PMD untersucht und entsprechend verifiziert werden. Faserstrecken mit kompensierter chromatischer Dispersion und einer verbleibenden PMD von größer 60 ps können für 40-Gbit-Systeme nicht verwendet werden.
Gleichfalls wird an neuen Modulationsverfahren und vorwärts-korrigierenden Codes gearbeitet, die eine unzureichender werdende Übertragung um bis zu ca. 6 dB kompensieren können.
Des Weiteren ist die PMD abhängig von der Verlegung der Glasfaser und verändert ihren Wert, wenn Zug-, Druck- oder Torsionskräfte auf die Glasfaser ausgeübt werden. Ebenfalls können auch Temperaturschwankungen die Glasfaser beeinflussen. Aufgrund des PMD kann bei der Planung von hochbitratigen Glasfaser-Übertragungsstrecken nicht von der theoretisch möglichen Übertragungskapazität ausgegangen werden. Sondern es müssen sicherheitshalber Reserven berücksichtigt werden. Dies passiert, wenn z. B. die Glasfaser in Erdseilen von Hochspannungsstrecken verlegt werden soll.